# Гнезно (гміна)
Гміна Гнезно (пол. Gmina Gniezno) — сільська гміна у північно-західній Польщі. Належить до Гнезненського повіту Великопольського воєводства.
Станом на 31 грудня 2011 у гміні проживало 10036 осіб.

## Територія
Згідно з даними за 2007 рік площа гміни становила 177.99 км², у тому числі:
- орні землі: 76.00%
- ліси: 14.00%

Таким чином, площа гміни становить 14.19% площі повіту.

## Населення
Станом на 31 грудня 2011:
| Опис     | Загалом | Загалом | Чоловіки | Чоловіки | Жінки | Жінки |
| -------- | ------- | ------- | -------- | -------- | ----- | ----- |
| одиниця  | осіб    | %       | осіб     | %        | осіб  | %     |
| все      | 10036   | 100     | 5033     | 50.15    | 5003  | 49.85 |
| міське   | 0       | 100     | 0        |          | 0     |       |
| сільське | 10036   | 100     | 5033     | 50.15    | 5003  | 49.85 |

## Сусідні гміни
Гміна Гнезно межує з такими гмінами: Вітково, Гнезно, Клецько, Лубово, Мелешин, Неханово, Роґово, Тшемешно, Чернеєво.